# Neogonodactylus spinulosus
Neogonodactylus spinulosus är en kräftdjursart som först beskrevs av Schmitt 1924.  Neogonodactylus spinulosus ingår i släktet Neogonodactylus och familjen Gonodactylidae. Inga underarter finns listade i Catalogue of Life.